# Fernão de Queirós
Fernão de Queirós (1617 - 1688) foi um padre jesuíta e cronista português do século XVII, autor de importantes obras sobre a História do sul da Índia e do Ceilão português. A grafia do seu sobrenome também é referida como Fernão de Queiroz ou Fernão de Queyroz.

## Juventude e ingresso nos Jesuítas
Nasceu em Amarante em 1617 e faleceu em Goa, em 12 de abril de 1688.
Aos 14 anos de idade, em 26 de dezembro de 1631, tornou-se noviço da Sociedade de Jesus, em Coimbra. Viajou para em Índia em 1653 e nunca regressou a Portugal.

## Vida na Índia
Foi reitor dos colégios de Tana e Baçaim e exerceu altas funções no Tribunal do Santo Ofício no ano 1658.
Participou nos eventos políticos e militares do Estado da índia na década de 1660, após a perda de Ceilão para o domínio holandês e a entrega de Bombaim para a Inglaterra, como dote pelo casamento de D. Catarina de Bragança com o rei Carlos II de Inglaterra. Em 1663, na sua qualidade de reitor do colégio de São Paulo em Goa e de representante eclesiástico no Conselho de Estado, Queirós participou de uma reunião em que se analisaram as dificuldades políticas e militares enfrentadas pelo Estado da Índia na defesa dos seus interesses na costa sul do Malabar.
Queirós foi também ativo participante nos assuntos administrativos da Igreja Católica do Estado da Índia, em particular em tudo o que se relacionou com os Jesuítas na Índia. Foi Provincial da Sociedade de Jesus entre os anos de 1667 e 1680 e foi também nomeado Patriarca da Etiópia.
Em 1668, participou de uma outra reunião do Conselho de Estado onde se analisou a necessidade de recolher mais impostos para pagar a soma prevista nos recentes acordos de paz entre Portugal e a Holanda.
No final de 1667, envolveu-se em controvérsia com D. António Brandão, arcebispo de Goa de 1675 a 1678, relativa aos direitos de propriedade sobre as Igrejas em Salcete. Queirós defendia o direito dos Jesuítas de manterem a jurisdição religiosa e patrimonial dessas Igrejas, tal como acontecia desde o tempo do vice-rei D. Constantino de Bragança, que governara Goa de 1558 a 1561. A controvérsia foi resolvida a favor dos Jesuítas logo após o falecimento do arcebispo, ocorrido em meados de 1678.
Queirós faleceu em Goa com 71 anos de idade, após uma estadia de 35 anos no Oriente.

## Obras Publicadas
As suas obras História da vida do venerável Irmão Pedro de Basto e Conquista Temporal e Espiritual de Ceilão são consideradas hoje em dia dos mais importantes trabalhos produzidos na época sobre a História do sul da Índia, em particular sobre o período colonial português em Ceilão.

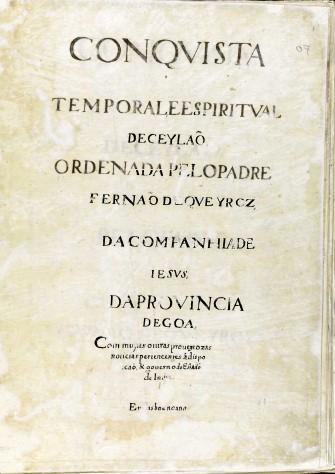
Capa do manuscrito de 1687 da "Conquista Temporal e Espiritual de Ceylão", da autoria de Fernão de Queyroz

A Conquista Temporal e Espiritual de Ceilão foi completada em 1687, perto do fim da sua vida e é um manuscrito composto de 322 folhas. Foi enviado da Índia para Lisboa mas não chegou a ser publicado em Portugal, acabando por seguir para o Rio de Janeiro em 1808, na biblioteca de D. João VI.
O texto foi mais tarde publicado pelo governo de Ceilão em 1916, sob a orientação do acadêmico Paulus Edward Pieris(1874 - 1955), sendo uma edição em inglês publicada em 1930 (e reeditada em 1992), com tradução feita por Simon Gregory Perera. Estes dois académicos utilizaram também esta obra de Queiroz como fonte para livros e artigos que publicaram, sobre a História de Ceilão na época colonial.
Referindo-se à Conquista Temporal e Espiritual de Ceilão, o historiador Tikiri Abeyasinghe escreveu o seguinte:
"Das três potências europeias que governaram Ceilão, os portugueses foram sem igual em ter produzido cronistas e escritores que foram os primeiros e mais severos críticos dos seus compatriotas. Isso é ainda mais louvável quando nos lembramos que muitos desses cronistas e escritores tinham posições oficiais e beneficiavam de patrocínio da coroa".
E, sobre a mesma obra, o historiador George Winius disse, em livro publicado no ano de 1971:
O livro de Queiroz é a maior obra dedicada à História dos Portugueses no Ceilão e aos infortúnios que lhes custaram a ilha
Uma grande parte dos trabalhos de Queirós perdeu-se durante o incêndio do colégio de São Paulo de Goa, ocorrido em dezembro de 1664. Só algumas das suas cartas e o manuscrito da biografia de Pedro de Basto se salvaram então.
O texto da História da vida do venerável Irmão Pedro de Basto foi finalmente publicado em 1689, um ano após a morte de Fernão de Queirós.